# 足舟骨
足舟骨（英語：Navicular bone）是許多哺乳动物脚部的一塊小骨头。足舟骨是人類最后开始骨化的脚骨。雖然足舟骨骨折比較少見，但在車禍中，人的足舟骨依然會發生骨折。